# Wybory parlamentarne w Gwinei Równikowej w 2013 roku

Izba Reprezentantów Ludowych po wyborach w 2013.

Wybory parlamentarne w Gwinei Równikowej w 2013 roku odbyły się 26 maja. Kandydaci ubiegali się o miejsca w 100-osobowym Izbie Reprezentantów Ludowych - niższej izbie parlamentu oraz po raz pierwszy historii o mandaty w wyższej izbie parlamentu - Senacie.

## Tło
Parlament Gwinei Równikowej był unikameralny do czasu reform konstytucyjnych zatwierdzony w referendum z listopada 2011, które weszły w życie w lutym 2012. Powołano m.in. Senat, wyższą izbę parlamentu, odtąd bikameralnego. Pierwsze wybory do senatu odbyły się w maju 2013. Senat składa się z 70 członków, z czego 55 jest wybieranych w wyborach bezpośrednich, a 15 przez autokratycznego prezydenta Teodoro Obiang Nguema Mbasogo.

## Wyniki

### Senat
| Kandydat - Partia polityczna | Kandydat - Partia polityczna                       | Liczba uzyskanych mandatów |
| ---------------------------- | -------------------------------------------------- | -------------------------- |
|                              | Partia Demokratyczna Gwinei Równikowej (PDGE)      | 54                         |
|                              | Zjednoczenie na rzecz Demokracji Społecznej (CPDS) | 1                          |
|                              | Nominacja prezydencka                              | 15                         |
|                              | Łącznie                                            | 70                         |
| Źródło:                      |                                                    |                            |

### Izba Reprezentantów Ludowych
| Kandydat - Partia polityczna | Kandydat - Partia polityczna                       | Liczba uzyskanych mandatów |
| ---------------------------- | -------------------------------------------------- | -------------------------- |
|                              | Partia Demokratyczna Gwinei Równikowej (PDGE)      | 99                         |
|                              | Zjednoczenie na rzecz Demokracji Społecznej (CPDS) | 1                          |
|                              | Łącznie                                            | 100                        |
| Źródło:                      |                                                    |                            |